# Life Unexpected
Life Unexpected ou Une vie inattendue au Québec est une série télévisée américaine en 26 épisodes de 42 minutes créée par Liz Tigelaar, diffusée entre le 18 janvier 2010 et le 18 janvier 2011 sur le réseau The CW.
En France, la série est diffusée depuis le 7 novembre 2010 sur Canal+ Family et au Québec, depuis le 30 mai 2012 sur Séries+.

## Synopsis
Après 15 années passées dans des familles d'accueil, Lux décide qu'il est temps de prendre le contrôle de sa vie et donc de s'émanciper. Son périple l'amène sur les traces de ses parents biologiques et elle retrouve sa mère, Cate Cassidy, animatrice radio, et son père, Nathaniel Bazile, gérant d'un bar. Cependant, l'émancipation est refusée et la garde est confiée à ses parents biologiques, bouleversant leurs vies à tous les trois.

## Distribution

### Acteurs principaux
- Brittany Robertson (VF : Camille Donda) : Lux Cassidy
- Shiri Appleby (VF : Fily Keita) : Cate Cassidy
- Kristoffer Polaha (VF : Guillaume Lebon) : Nathaniel « Baze » Bazile
- Kerr Smith (VF : Antoine Nouel) : Ryan Thomas
- Austin Basis (en) (VF : Taric Mehani) : Math Rogers

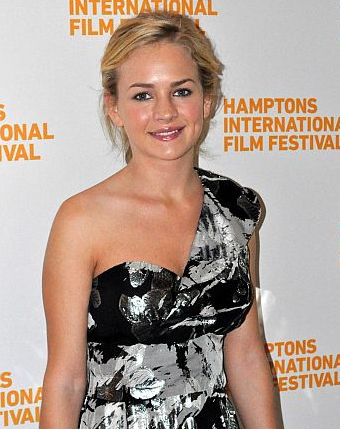
Brittany Robertson interprète Lux Cassidy
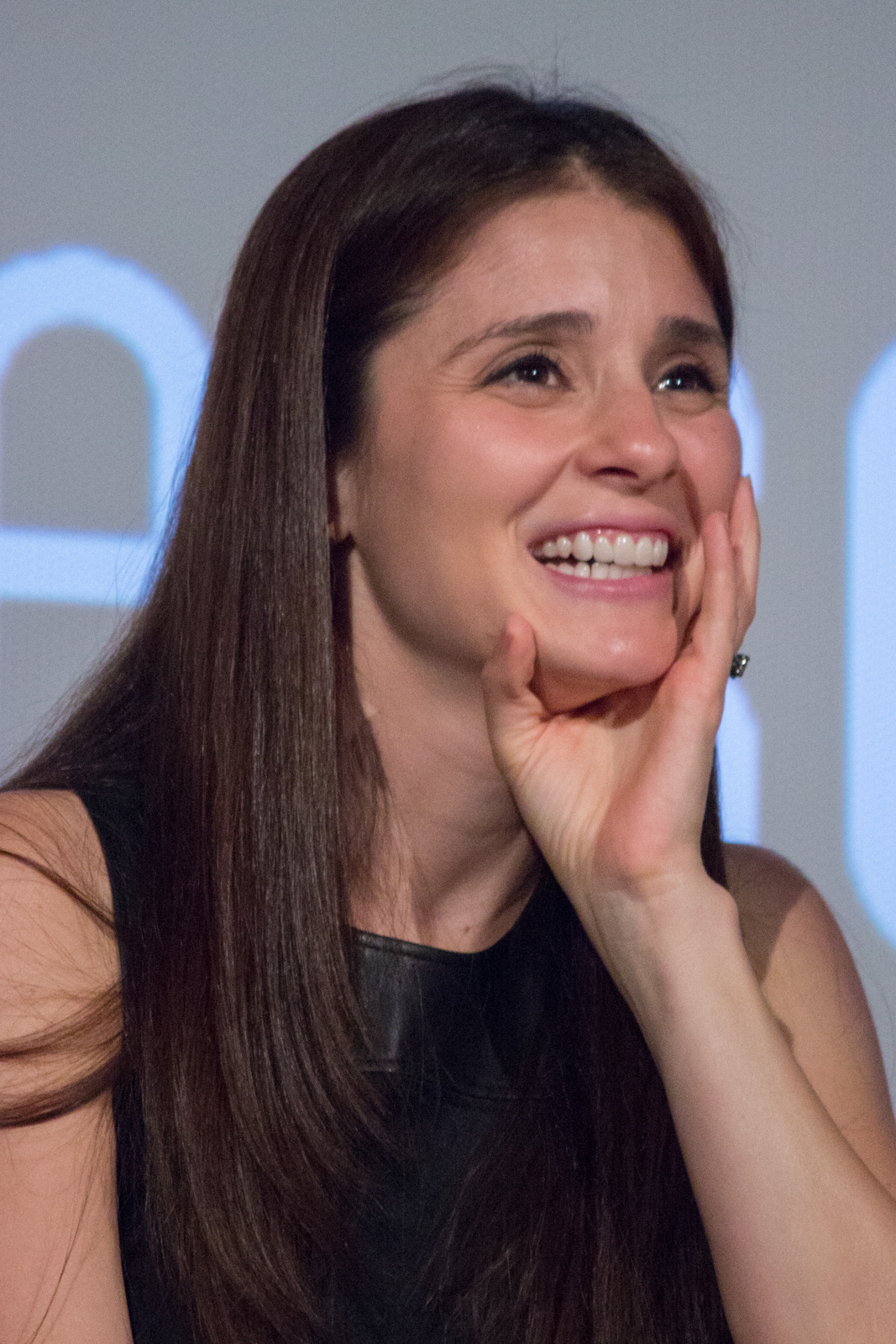
Shiri Appleby interprète Cate Cassidy
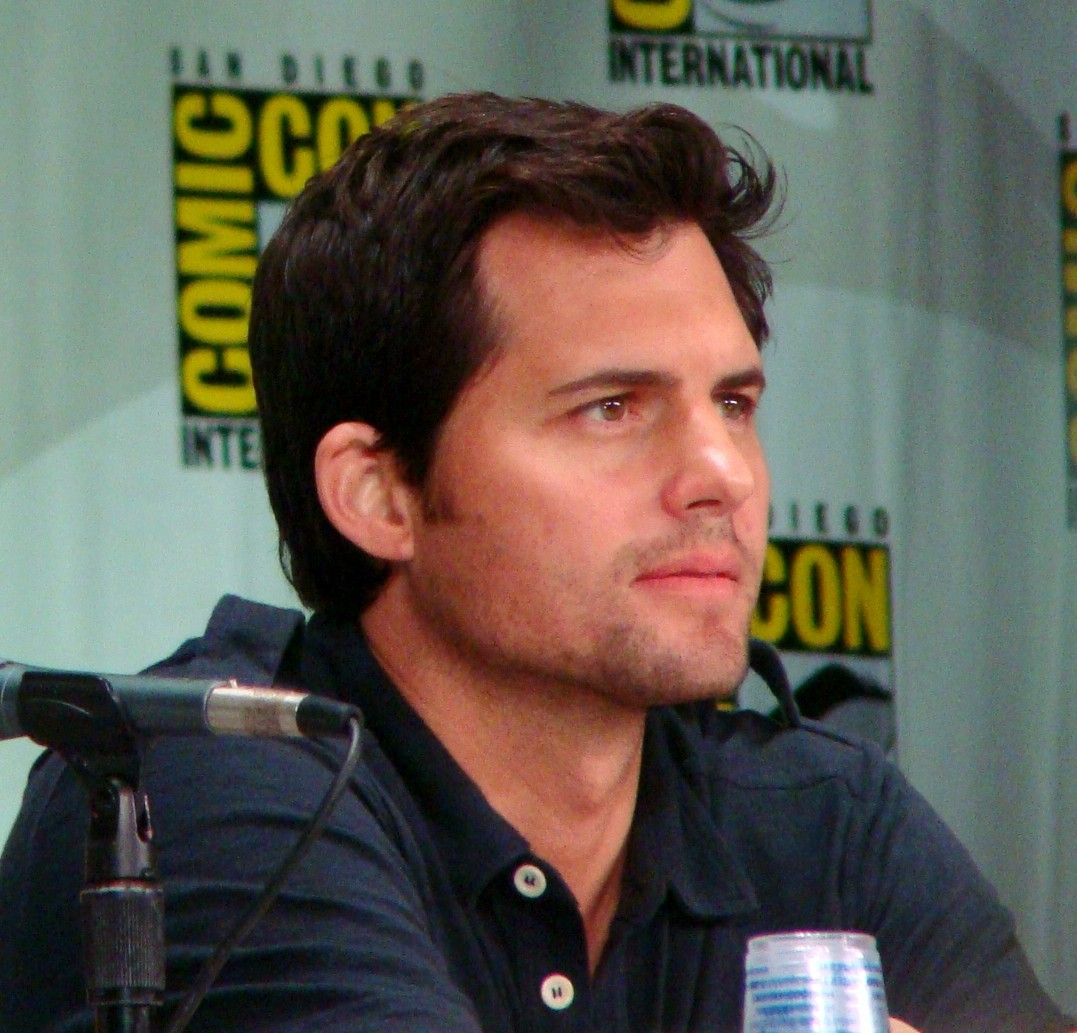
Kristoffer Polaha interprète Nathaniel « Baze » Bazile

### Acteurs récurrents
- Reggie Austin (en) (VF : Sidney Kotto) : Jamie
- Ksenia Solo (VF : Jessica Monceau) : Natasha
- Rafi Gavron (VF : Alexandre Nguyen) : Bug
- Lucia Walters (VF : Martine Irzenski) : Fern
- Austin Butler (VF : Tony Marot) : Jones Mager
- Erin Karpluk (VF : Valérie Nosrée) : Alice
- Robin Thomas (en) (VF : Jean Barney) : M. Bazile
- Alexandra Breckenridge (VF : Philippa Roche) : Abby Cassidy
- Cynthia Stevenson (VF : Marie-Frédérique Habert) : Laverne Cassidy
- Rhys Williams (VF : Donald Reignoux) : Gavin
- Shannon Chan-Kent (VF : Geneviève Doang) : Brynn
- Brittney Wilson (VF : Kelly Marot) : Casey
- Susan Hogan (VF : Françoise Pavy) : Ellen Bazile
- Shaun Sipos (VF : Hervé Grull) : Eric Daniels (saison 2)
- Amy Price-Francis (VF : Géraldine Asselin) : Kelly Campbell (saison 2)
- Gina Holden (VF : Hélène Bizot) : Trina Campbell (saison 2)
- Arielle Kebbel (VF : Philippa Roche) : Paige Thomas (saison 2)
- Emma Caulfield (VF : Charlotte Marin) : Emma Bradshaw (saison 2)
- Sarah-Jane Redmond (VF : Blanche Ravalec) : Valerie (saison 2)
- Landon Liboiron (VF : Yoann Sover) : Sam Bradshaw (saison 2)
- Jaime Ray Newman : Julia (saison 2)
- Krista Allen : Candace Carter (saison 2, épisode 9)

## Fiche technique
- Titre original et français : Life Unexpected
- Titre québécois : Une vie inattendue
- Création : Liz Tigelaar
- Réalisation : Gary Fleder, Jerry Levine, Elizabeth Allen et Rick Bota
- Scénario : Liz Tigelaar, Adele Lim, Sallie Patrick et Taylor Hamra
- Direction artistique : Nigel Evans et Cheryl Marion
- Décors : Rachel O'Toole et Don Macaulay
- Costumes : Katia Stano
- Photographie : Barry Donlevy et David Geddes
- Montage : David Siegel, Kaja Fehr et Susanne Malles
- Musique : David Baerwald
- Casting : Robin Lippin et Jeff Meshel
- Production : Gary Fleder, Liz Tigelaar et Janet Leahy
- Sociétés de production : CBS Television Studios, LY Productions, Mojo Films et Warner Bros. Television
- Sociétés de distribution (télévision) : 
  - The CW (États-Unis)
  - YTV (Canada)
- Budget :
- Pays d'origine :  États-Unis
- Langue originale : anglais
- Format : couleur - 1,78:1 - son Stéréo
- Genre : dramatique
- Durée : 42 minutes

 Sauf indication contraire, les informations mentionnées dans cette section peuvent être confirmées par la base de données cinématographiques IMDb,  présente dans la section « Liens externes ».
- Version française réalisée par :
  - Société de doublage[4] : East West Production
  - Direction artistique : Blanche Ravalec
  - Adaptation des dialogues :
  - Enregistrement et mixage :

 Source et légende : version française (VF) sur RS Doublage et Doublage Séries Database

## Production
En septembre 2008, The CW commande un pilote du projet de Liz Tigelaar sous le titre Light Years.
Le casting débute en décembre avec Brittany Robertson dans le rôle principal, suivie en janvier 2009 par Shiri Appleby, Kristoffer Polaha et Kerr Smith. Austin Basis (en) est ajouté en avril.
Le 21 mai 2009, The CW annonce lors des Upfronts que la série a été commandée sous le titre Parental Discretion Advised, et sera diffusée à la mi-saison. Le mois suivant, elle change de titre pour Life UneXpected, avec un X majuscule, pouvant ainsi donner le nom du personnage central de la série : L…U…X… Les promos de la série publiés en décembre affichent désormais un X minuscule.
Le 18 mai 2010, la série est renouvelée pour une deuxième saison, qui débute à l'automne juste après Les Frères Scott (One Tree Hill).
En août, la production prépare un crossover avec la série Les Frères Scott où Haley (Bethany Joy Galeotti) et Mia (Kate Voegele) visitent Portland lors d'un concert avec Sarah McLachlan. Cet épisode est diffusé le 12 octobre 2010 (épisode 5 de la saison 2).
Dans l'épisode 5 de la saison 2, la patronne de Baze lui demande quel est son genre de fille. Elle décrit alors un personnage de la série Roswell, dans laquelle Shiri Appleby était l'un des personnages principaux.
En novembre 2010, le réseau ne commande pas d'épisode supplémentaire,, en raison des audiences en baisse, mettant fin à la série.

## Épisodes
| Saisons | Nombre d'épisodes | Diffusion originale sur The CW | Diffusion originale sur The CW | Diffusion originale sur The CW | Diffusion originale sur The CW |
| Saisons | Nombre d'épisodes | Années                         | Début de saison                | Fin de saison                  | Audience moyenne (en millions) |
| ------- | ----------------- | ------------------------------ | ------------------------------ | ------------------------------ | ------------------------------ |
| 1       | 13                | 2009-2010                      | 18 janvier 2010                | 12 avril 2010                  | -                              |
| 2       | 13                | 2010-2011                      | 14 septembre 2010              | 18 janvier 2011                | -                              |

### Première saison (2010)
1. Il était une fois (Pilot)
2. Examen d’entrée (Home Inspected)
3. Valeurs familiales (Rent Uncollected)
4. La Lampe bang (Bong Intercepted)
5. Rien ne sert de courir (Turtle Undefeated)
6. Petits Arrangements avec la vérité (Truth Unrevealed)
7. Concours de circonstances (Crisis Unaverted)
8. L'habit ne fait pas la mariée (Bride UnBridled)
9. Bal d’hiver (Formal Reformed)
10. Évaluation générale (Family Theapized)
11. Avis de tempête (Storm Weathered)
12. Test de paternité (Father Unfigured)
13. Rêves de petites filles (Love Unexpected)

### Deuxième saison (2010-2011)
La deuxième saison de treize épisodes a été diffusée à partir du 14 septembre 2010.
1. On ne peut pas tout avoir (Ocean Uncharted)
2. Réorientation (Parents Unemployed)
3. Petite voleuse (Criminal Incriminated)
4. Esprit d'équipe (Team Rebounded)
5. Fausses notes (Music Faced)
6. Révélations (Honeymoon Interrupted)
7. Sortie scolaire (Camp Grounded)
8. Confessions intimes (Plumber Cracked)
9. Explications musclées (Homecoming Crashed)
10. Le fiasco de la Thanksgiving (Thanks Ungiven)
11. Le procès (Stand Taken)
12. Leçons de morale (Teacher Schooled)
13. Chaos (Affair Remembered)